# 九和路
九和路（Jiuhe Rd.）為高雄市大寮區北邊的南北向重要幹道，地理位置接近高屏溪下游。本道路經義和地區，亦鄰近大樹九曲堂及九曲堂車站及高屏舊鐵橋，全線屬台29線。起端於大樹、大寮區交界（以曹公圳為分界），前端銜接九大路行經外環往竹寮山、大樹市區、佛光山、嶺口地區及旗山區。末端接鳳屏二路往鳳山區、高屏大橋及屏東縣屏東市。續行義和路屬台29線往南至大發工業區和林園區雙園大橋。是大寮區往來大樹區、林園區的高屏溪西岸河濱公路路段之一。

## 行經行政區域
- 大寮區

## 沿線設施
（由北至南）
- 曹公圳橋
- 義和社區
- 福懋加油站九曲堂站
- 鳳屏二路、高屏大橋